# Stages (Triumph)
Stages il primo album live della band Triumph pubblicato nel 1985.

## Tracce
1. "When the Lights Go Down" (Gil Moore, Michael Levine, Rik Emmett) – 6:00
2. "Never Surrender" (Rik Emmett, Michael Levine, Gil Moore) – 6:43
3. "Allied Forces" (Gil Moore, Michael Levine, Rik Emmett) – 5:07
4. "Hold On" (Rik Emmett) – 4:21
5. "Magic Power" (Rik Emmett, Michael Levine, Gil Moore) – 6:12
6. "Rock & Roll Machine" (Gil Moore) – 10:20
7. "Lay it on the Line" (Rik Emmett) – 5:03
8. "A World of Fantasy" (Rik Emmett, Michael Levine, Gil Moore, Tam Patrick) – 4:18
9. "Druh Mer Selbo" (Gil Moore) – 4:12
10. "Midsummer's Daydream" (Rik Emmett) – 2:42
11. "Spellbound" (Gil Moore, Michael Levine, Rik Emmett) – 3:56
12. "Follow Your Heart" (Gil Moore, Michael Levine, Rik Emmett) – 3:37
13. "Fight the Good Fight" (Rik Emmett, Michael Levine, Gil Moore) – 7:36
14. "Mind Games" (Gil Moore, Michael Levine, Rik Emmett) – 4:49
15. "Empty Inside" (Rik Emmett, Michael Levine, Gil Moore) – 4:04

## Formazione
- Gil Moore - batteria, voce
- Mike Levine - basso, tastiera, cori
- Rik Emmett - chitarra, voce